# Едвард Бальцежан
Е́двард Бальце́жан (пол. Edward Balcerzan; нар. 13 жовтня 1937, Вовчанськ) — польський учений, письменник, літературознавець, літературний критик і перекладач польсько-українського походження.

## Біографічні дані
Едвард Бальцежан народився в сім'ї вчителя фізики та математики, завуча Євгена Францовича Бальцежана і вчительки історії та літератури Марії Григорівни Бальцежан (до шлюбу Животовської) другою дитиною після сестри Іраїди (* 1926). Коли почалася Німецько-радянська війна, Євгена Бальцежана мобілізували в радянську армію. З 1943 по 1944 рік Марія Бальцежан перебувала в радянському таборі як особа, що проживала на окупованій німцями території. 1944 року пішла на фронт медсестрою Іраїда Бальцежан. Влітку 1946 року разом із матір'ю Едвард перебрався до Щецина, де закінчив початкову школу і Щецинський ліцей № 5 імені Адама Асника.
У 1956—1961 роках він вивчав польську філологію в Університеті імені Адама Міцкевича у Познані, належав до Наукового гуртка полоністів. Був співзасновником журналу «Вітряки». Захистив магістерську дипломну роботу «Повісті Станіслава Ігнаца Віткевича "Прощання з осінню" і "Ненаситність"».
Після закінчення університету Едвард Бальцежан працював бібліотекарем у Щецинській політехніці. У 1962 році він почав працювати асистентом на кафедрі польської літератури Університету імені Адама Міцкевича.
1963 року Бальцежан вступив у Польську об'єднану робітничу партію (ПОРП).
У 1969 році Бальцежан здобув звання доктора гуманістичних наук, захистивши дисертацію «Бруно Ясенський по-польськи й по-російськи. Стилістичні проблеми двомовності» під керівництвом Єжи Зьомека. У тому ж році був нагороджений премією імені Александера Брукнера відділу суспільних наук ПАН за книжку, основою якої стала докторська праця Бальцежана.
1972 року Бальцежан став габілітованим доктором на основі роботи «Через знаки. Межі автономії мистецтва поезії на матеріалі сучасної польської поезії». У тому ж році став членом Комітету літературознавства при Польській академії наук (терміни 1972—1977, 1981—1983, 1987—1989). 1973 року Бальцежан обійняв посаду доцента в Інституті польської філології Університету імені Адама Міцкевича. У 1985 році він був призначений ад'юнкт-професором, а в 1990 році дістав вчене звання професора.
З 1972 року дійсний член Польської академії наук (ПАН), а згодом — Польської академії знань (ПАУ). З 1990 року Бальцежан — завідувач кафедри теорії літератури Університету імені Адама Міцкевича, керівник Закладу теорії літератури цього ж університету й член наукової ради Інституту літературних досліджень Польської академії наук. Він читав лекції в багатьох європейських вищих навчальних закладах, зокрема в Упсалі (1977, 1979, 1984) та Турку (1981—1983). Бальцежан писав і редагував численні праці на тематику теорії літератури, теорії перекладу, проблем авангардної творчості (особливо Володимира Маяковського, Бруно Ясенського, Юліана Пшибося, Мирона Б'ялошевського й Тимотея Карповича). Провадив промоцію присвоєння Віславі Шимборській звання почесного доктора Університету Адама Міцкевича.
З 1959 року Едвард Бальцежан одружений із Богуславою Лятавець. Живе в Познані.

## Творчість
Едвард Бальцежан вперше опублікував свій вірш 1950 року в журналі «Світ молодих». Сам він вважає своїм справжнім дебютом «Сонети над Одрою», надруковані 1955 року в «Житті і культурі» — літературному додатку видання «Щецинський голос». У тому ж році Бальцежан став членом Молодіжного гуртка Щецинської організації СПП. Належав до літературно-художнього угруповання «Метафора», співпрацював з радіо і журналами.
У 1956—1957 роках Бальцежан публікував свої поетичні твори в тижневику «Земля і море». Він видав кілька збірок віршів і прозових книжок. 1962 року здобув премію від відділу культури Щецинської міської ради, а 1963 року посів друге місце в поетичному конкурсі «Червона троянда».
Едвард Бальцежан — представник лінгвістичної течії в польській поезії, знаний автор «москаликів». Перекладав поезію, переважно з російської — Бориса Пастернака, Геннадія Айгі, Саші Чорного, Тихона Чуриліна та Костянтина Большакова. У 1964 році він був редактором двотижневика «Структури» при клубі «Оновлення», у 1968—1972 роках він був керівником літературного відділу щомісячного журналу «Течія». Друкувався, зокрема, у виданнях «Творчість» і «Одра». У вісімдесятих роках співпрацював із нелегальними журналами зокрема з «Незалежною культурою». У 1972—1981 роках він обіймав посаду редактора літературознавчого часопису «Тексти», з 1990 по 1992 рік входив до складу редколегії двомісячника «Другі тексти». Також керував літературною редакцією «Познанського видавництва». На початку двотисячних Бальцежан був постійним автором познанського щомісячного культурного журналу «Аркуш». Едвард Бальцежан редагував і видавав твори Бруно Ясенського і Юліана Пшибося, уклав антологію «Польські письменники про мистецтво перекладу. 1440–1974».
У 1961 році Бальцежан вступив до Спілки польських письменників (СПП), а з часу її розпуску в 1989 році став членом Об'єднання польських письменників (ОПП). Був секретарем Щецинської організації СПП. У 1980—1981 роках Бальцежан був членом правління СПП, а в 1981 році — заступником голови Познанської організації СПП. З 1980 року він брав участь у діяльності «Солідарності» й працював у редакції журналу цієї організації «Середовище». У квітні 1981 року вийшов із ПОРП. З 1988 року належить до членів Польського ПЕН-клубу.

## Твори

### Поетичні твори
- 1960 Morze, pergamin i ty
- 1964 Podwójne interlinie
- 1969 Granica na moment. Wiersze, przekłady, pastisze
- 1972 Późny wiek. Poezje
- 2007 Wiersze niewszystkie

### Прозаїчні твори
- 1964 Pobyt
- 1972 Któż by nas takich pięknych. Tryptyk
- 2003 Perehenia i słoneczniki (описано українсько-польське дитинство автора)

### Наукові та критичні праці
- 1968 Styl i poetyka twórczości dwujęzycznej Brunona Jasieńskiego. Z zagadnień teorii przekładu
- 1971 Oprócz głosu. Szkice krytycznoliterackie
- 1972 Przez znaki. Granice autonomii sztuki poetyckiej. Na materiale polskiej poezji współczesnej
- 1977 Pisarze polscy o sztuce przekładu: 1440—1974: antologia, wyb. E. Balcerzan, Anna Jelec-Legeżyńska i Bogumiła Kluth
- 1982 Kręgi wtajemniczenia. Czytelnik, badacz, tłumacz, pisarz
- 1982 Poezja polska w latach 1939—1965. Część 1. Strategie liryczne
- 1988 Poezja polska w latach 1939—1965. Część 2. Ideologie artystyczne
- 1984 Włodzimierz Majakowski (monografia)
- 1984 Wielojęzyczność literatury i problemy przekładu artystycznego
- 1989 Liryka Juliana Przybosia
- 1990 Przygody człowieka książkowego. (Ogólne i szczególne)
- 1990 Poezja polska w latach 1918—1939
- 1997 Śmiech pokoleń — płacz pokoleń
- 1998 Poezja polska w latach 1939—1968
- 1998 Literatura z literatury (strategie tłumaczy) («Studia o przekładzie», t. 6)
- 2002 Stulecie Przybosia: praca zbiorowa
- 2004 O nowatorstwie («Wykłady Schopenhauerowskie», wykład I)
- 2005 Zuchwalstwa samoświadomości
- Porwani przez przenośnie: o literaturoznawczych metaforach
- 2009 Tłumaczenie jako «wojna światów». W kręgu translatoryki i komparatystyki
- 2013 Literackość: modele, gradacje, eksperymenty

### Переклади
- Sasza Czornyj. Wyspa dzieci, Warszawa 1967
- Gennadij Ajgi. Pola — sobowtóry: wiersze 1954—1994, Poznań 1995

## Премії
- 1962 — Премія від відділу культури Щецинської міської ради
- 1963 — друге місце на конкурсі «Червона троянда»
- 1969 — Премія імені Александера Брукнера відділу суспільних наук ПАН — за працю «Styl i poetykę twórczości dwujęzycznej Brunona Jasieńskiego»
- 1971 — Премія часопису «Одра» — за книжку «Oprócz głosu. Szkice krytycznoliterackie». PIW, Warszawa 1971
- 1989 — Премія Фонду літератури — за книжку "Poezja polska w latach 1939—1965, cz. II: Ideologie artystyczne. WSiP, Warszawa 1988
- 1992 — Премія Фонду A. Южиковського у Нью-Йорку в галузі «теорія літератури» за книжку «Przygody człowieka książkowego. (Ogólne i szczególne)». PEN, Warszawa 1990
- 1998 — Премія Польського ПЕН-клубу — за книжку «Śmiech pokoleń — płacz pokoleń». Universitas, Kraków 1997
- 1998 — Премія «Літератури на світі» — за книжку «Literatura z literatury (strategie tłumaczy)». Studia o przekładzie pod red. Piotra Fasta, Nr 6. «Śląsk», Katowice 1998
- 2010 — Премія Мамута «Літератури на світі» — за всю творчість загалом
- 2016 — Премія імені Казимира Викі[5]

## Нагороди і відзнаки
- Золотий хрест Заслуги
- Почесна відзнака міста Познань[4]
- Медаль «За заслуги в культурі Gloria Artis» (січень 2007)[6]
- Почесний докторат Щецинського університету (жовтень 2012)[3]

## Зовнішні зв'язки
- Відеоінтерв'ю з Едвардом Бальцежаном. «Kapituła Nagrody Prezydenta Miasta Gdańska za Twórczość Translatorską im. Tadeusza Boya Żeleńskiego» [Архівовано 20 квітня 2019 у Wayback Machine.]
- Відеоматеріал про Едварда Бальцежана «Wybitne Postacie Uniwersytetu #6 — prof. Edward Balcerzan»